# The leans
The Leans ist die häufigste Art der räumlichen Orientierungslosigkeit bei Piloten. Durch die Stabilisierung der Flüssigkeit in den Bogengängen des Gleichgewichtsorgans kann ein Pilot einen geraden und ebenen Flug wahrnehmen, während sich in Wirklichkeit das Flugzeug in einer Kurve befindet. Dies wird durch eine schnelle Rückkehr zum Niveauflug nach einer allmählichen, längeren Wendung verursacht, die der Pilot nicht bemerkt hat. Das Phänomen besteht aus einer falschen Wahrnehmung der Winkelverschiebung um die Rollachse und wird daher zur Illusion der Kurve. Diese Illusion wird oft mit einem vestibulospinalen Reflex in Verbindung gebracht, der dazu führt, dass sich der Pilot tatsächlich in Richtung der falsch wahrgenommenen Vertikalen neigt. Andere häufige Erklärungen für das Leans-Phänomen sind Mängel sowohl des Otolith-Organs als auch sensorische Mechanismen der Bogengänge.

## Physiologie
The Leans ist eine Art vestibuläre Illusion im Flug, die räumliche Desorientierung verursacht. Der Prozess umfasst die Bogengänge des vestibulären Systems. Die Bogengänge erkennen Winkelbeschleunigungen. Insgesamt gibt es drei halbkreisförmige Kanäle: der vordere, hintere und seitliche Kanal. Jeder Kanal ist mit einer Flüssigkeit, die Endolymphe genannt wird, gefüllt und jeder Kanal entsteht aus einer kleinen sackartigen Struktur, die Utriculus genannt wird. An den Enden jedes Kanals befindet sich ein sackartiger Teil, der Ampulle genannt wird. Im Inneren befinden sich Haarzellen und unterstützende Zellen, die als Crista ampullaris bekannt sind.
Wenn man die Orientierung einer Person ändert, werden bestimmte Kanäle durch diese Haarzellen stimuliert. Wenn sich der Kopf dreht, bewegen sich die Kanäle, aber wegen seiner Trägheit neigt die Endolymphflüssigkeit zu Verzögerungen und stimuliert dadurch die Haarzellen. Diese Stimulation führt zu einem Bewusstsein für Winkelbeschleunigung in dieser Ebene. Nach etwa 10 Sekunden entspricht die Endolymphgeschwindigkeit der des Kanals, was die Stimulation der Haarzellen stoppt und das Rotationsbewusstsein der Person verringert. Darüber hinaus können die Kanäle keine Rotationsbeschleunigung von etwa 2 Grad pro Sekunde oder niedriger erkennen; dies ist die Reizschwelle der Bogengänge.
Daher kann ein Pilot eine langsame Wendung nicht bemerken oder eine Kurve lange genug aufrechterhalten. Nachdem der Pilot die Flügel geebnet hat, gibt es die Illusion, dass das Flugzeug zu viel in die entgegengesetzte Richtung Schräglage einnimmt. Als Reaktion darauf neigt sich der Pilot oft in Richtung der ursprünglichen Drehung, um zu versuchen, seine/ihre Wahrnehmung der richtigen vertikalen Position zu korrigieren und wiederzuerlangen. The Leans können auch durch periphere visuelle Orientierungshinweise verursacht werden, was in die Irre führt.

## Gefahren und Risiko
Wenn ein Pilot die Orientierungslosigkeit nicht bemerkt und sich weiter neigt, kann das Flugzeug Querneigung in die falsche Richtung einnehmen und zum Rollen führen. Dies ist die häufigste räumliche Desorientierung für Piloten. In allen Fällen räumlicher Orientierung müssen sich Piloten bei der Steuerung auf ihre Fluginstrumente verlassen können, um falsche Sinneswahrnehmungen zu überstimmen.